# 裏の裏
「裏の裏」（うらのうら）は、パスピエの楽曲で、通算5枚目のシングル。2015年7月29日にワーナーミュージック・ジャパンから発売された。

## 概要
前作「トキノワ」から3か月ぶりのシングル。表題曲は、NHK Eテレ系アニメ『境界のRINNE』（第1シリーズ）の後期オープニングテーマに起用され、2作連続同アニメのテーマソングを手掛けている。
通常盤と初回限定盤が発売。初回限定盤には2015年6月に行われた自主企画「印象D」のライブ音源が収録。
原型はインディーズ時代から存在しており改めてアレンジして制作。
「スパイ対スパイ」は、ピチカート・ファイヴが1989年に発表したアルバム『女王陛下のピチカート・ファイヴ』の収録曲からのカバー。

## 評論家による評価
『裏の裏』は評論家による評価を受けている。音楽雑誌『MUSICA』ではレジー、木暮栄一、黒田隆太郎の3人からなるレビューアーから評価を受けている。そのうちレジーは最初に後述のように記している。「これまでの活動で彼らが獲得してきたバンド感を前面に押し出した楽曲。"MATATABISTEP"の流れをくむド派手なキーボードが鳴り響くイントロ、うねるベースが引っ張る1番Aメロ、4つ打ちのバスドラとハットの上で裏メロが主旋律に絡むサビ、ギターが"ガッ"と前に出てくる2番Aメロ、一旦勢いを落としてヴォーカルの見せ場をつくる大サビと主役が絶えず入れ替わるこのダイナミックなこの曲は、夏フェス本番を迎えるこれからのシーズンにおけるテーマソングになるだろう。」と、音楽性を高く評価している。

## 収録曲
| 全編曲: パスピエ。 |                    |                    |            |       |
| #                  | タイトル           | 作詞               | 作曲       | 時間  |
| 1.                 | 「裏の裏」         | 大胡田なつき       | 成田ハネダ | 5:00  |
| 2.                 | 「かざぐるま」     | 大胡田なつき       | 成田ハネダ | 4:18  |
| 3.                 | 「スパイ対スパイ」 | 田島貴男、小西康陽 | 田島貴男   | 2:53  |
| 合計時間:          | 合計時間:          | 合計時間:          | 合計時間:  | 12:11 |

## 特典CD
初回限定盤に付属。自主企画「印象D」ライブ音源。
1. とおりゃんせ（2015.6.24 Live at STUDIO COAST）
2. 印象Dメドレー（2015.6.26 Live at なんばHatch）
3. 気象予報士の憂鬱（2015.6.24 Live at STUDIO COAST）
4. MATATABISTEP（2015.6.24 Live at STUDIO COAST）